# 中央高速道路支線
中央高速道路支線（チュンアンこうそくどうろのしせん）（551号線）は、慶尚南道金海市から梁山市に至る全長18.1キロの高速道路である。

## 概要
1992年4月29日に新たに指定された高速国道19の2号釜山大邱高速道路支線をもとにする路線。京釜高速道路は釜山北部からの接近が容易だったものの、釜山西部からは経路上時間がかかり利用が不便であった。あと、釜山大邱高速道路の事業が遅れたため、釜山西部からの高速道路の連携や南海高速道路方面へ連絡する路線として指定された。当時高速国道19号釜山大邱高速道路の支線で指定されたのが、釜山大邱高速道路の中央高速道路への合併により現在に至る路線。高速国道55号中央高速道路の支線として高速国道551号中央高速道路支線で指定されている。

### 路線データ
- 起点：慶尚南道金海市安邑（金海JCT）
- 終点：慶尚南道梁山市南部洞（梁山JCT）
- 全長：18.1 km
- 管理会社：韓国道路公社
- 制限最高速度：100 km/h
- 制限最低速度：50 km/h
- 車線数
  - 大東JCT～南梁山JCT：6車線
  - 上記以外：4車線

## 歴史
- 1992年4月29日 慶尚南道金海市大東面から梁山郡梁山邑までを結ぶ高速国道19の2号釜山大邱高速道路支線を指定
- 1996年5月1日 南梁山IC～梁山JCT間開通
- 1996年6月28日 大東JCT～南梁山IC間開通
- 2001年8月25日 高速国道路線指定令改正により高速国道19の2号釜山大邱高速道路の支線から高速国道551号中央高速道路支線へ改番・改称
- 2014年12月16日 金海JCT～大東JCT間延伸開通とともに大東JCT～梁山JCTの6車線拡張

## 道路状況

### 交通量
24時間交通量（台） 交通量統計年報（随時統計）
| 区間               | 1996年 | 2000年 | 2005年 | 2010年 | 2015年 | 2020年 | 2022年  |
| ------------------ | ------ | ------ | ------ | ------ | ------ | ------ | ------- |
| 金海JCT - 大東JCT  | 未開通 | 未開通 | 未開通 | 未開通 | 46,099 | 42,148 | 40,732  |
| 大東JCT - 勿禁IC   | 38,577 | 59,886 | 81,023 | 86,013 | 95,378 | 98,745 | 104,006 |
| 勿禁IC - 南梁山IC  | 38,577 | 59,668 | 56,919 | 65,929 | 93,279 | 85,241 | 86,297  |
| 南梁山IC - 梁山JCT | 34,187 | 53,157 | 65,913 | 68,172 | 88,503 | 78,527 | 89,664  |

## インターチェンジなど
- 全区間慶尚南道所在

| IC 番号                          | 施設名                           | 施設名                           | 接続路線名                       | 起点 から (km)                   | 備考                                  | 所在地                           |
| 南海高速道路 晋州JCT・西順天方面 | 南海高速道路 晋州JCT・西順天方面 | 南海高速道路 晋州JCT・西順天方面 | 南海高速道路 晋州JCT・西順天方面 | 南海高速道路 晋州JCT・西順天方面 | 南海高速道路 晋州JCT・西順天方面      | 南海高速道路 晋州JCT・西順天方面 |
| -------------------------------- | -------------------------------- | -------------------------------- | -------------------------------- | -------------------------------- | ------------------------------------- | -------------------------------- |
|                                  | 金海JCT                          | 김해 분기점                      | 高速国道10号南海線（直通）       | 0.0                              | 梁山方面↔順天方面（南海高速）のみ連絡 | 金海市                           |
| 1                                | 大東JCT                          | 대동 분기점                      | 高速国道55号中央線               | 9.9                              |                                       | 金海市                           |
| 2                                | 勿禁IC                           | 물금 나들목                      | 国道35号（梁山大路）             | 14.1                             |                                       | 梁山市                           |
| 3                                | 南梁山IC                         | 남양산 나들목                    | 国道35号（梁山大路）             | 16.4                             |                                       | 梁山市                           |
| 4                                | 梁山JCT                          | 양산 분기점                      | 高速国道1号京釜線                | 18.1                             |                                       | 梁山市                           |